# Siary
Siary – wieś w Polsce położona w województwie małopolskim, w powiecie gorlickim, w gminie Sękowa, granicząca z Gorlicami.
W latach 1975–1998 miejscowość administracyjnie należała do województwa nowosądeckiego.

## Lokalizacja
Siary położone są w dolinie potoku Siarki i Sękówki na powierzchni 7,5 km kw. Nad doliną wznoszą się góry: Obocz (627 m n.p.m.) i Huszcza (581 m n.p.m.), po lewej Bartnia Góra (629 m n.p.m.). Siary graniczą od wschodu z Sękową, od zachodu z Bielanką i Ropicą Polską, od południa z Owczarami, a od północy z Gorlicami.

## Części wsi
| SIMC    | Nazwa          | Rodzaj    |
| ------- | -------------- | --------- |
| 0465130 | Chłopski Las   | część wsi |
| 0465147 | Ćwiercie       | część wsi |
| 0465153 | Dziadówka      | część wsi |
| 0465160 | Na Szlabancie  | część wsi |
| 0465176 | Podlesie       | część wsi |
| 0465182 | Puste Pole     | część wsi |
| 0465199 | Rzemieszka     | część wsi |
| 0465207 | Siary Górne    | część wsi |
| 0465213 | Siary Środkowe | część wsi |
| 0465220 | Zawodzie       | część wsi |

## Historia
Założycielem miejscowości był Sobiesław Socha. W 1388 roku król Władysław Jagiełło wydał w Bieczu dokument upoważniający Sobiesława Sochę do osadzenia wsi Siary na prawie niemieckim. W końcu XVI wieku określana jako wieś królewska starostwa bieckiego w powiecie bieckim województwa krakowskiego . Pod koniec XVIII wieku należała do Ewarysta Andrzeja Kuropatnickiego. Popularna jeszcze w połowie XIX w. „Geografia (...) Galicyi i Lodomeryi” jego autorstwa (wyd. 1786) podawała krótko: Siary. Wieś hrabiów Kuropatnickich domu dziedziczna; wielością tkaczów i źródłem ropy tłustej obdarzona.

## Zabytki
Obiekty wpisane do rejestru zabytków nieruchomych województwa małopolskiego.
- cmentarz z I wojny światowej nr 76;
- zespół pałacowy;
- stodoła w zespole plebańskim;
- park leśny;
- chałupa nr 99;
- chałupa kurna, drewniana, z XVIII/XIX w., przeniesiona do Skansenu Wsi Pogórzańskiej im. prof. Romana Reinfussa w Szymbarku.

## Zespół pałacowo-parkowy w Siarach
We wsi Siary znajduje się eklektyczny pałac potentata naftowego Władysława Długosza. Początki założenia w formie drewnianego dworu sięgają XIV wieku. Okazały budynek usytuowany jest na wysokiej, pionowo spadającej w dolinę Sękówki skarpie. Pałac otoczony jest rozległym parkiem z unikatowymi rzeźbami. Obecnie obiekt stanowi własność prywatną Edwarda Brzostowskiego.
W miejscowości działało państwowe gospodarstwo rolne – Stadnina Koni Siary. Od 1994 jako Stadnina Koni Skarbu Państwa Siary, a następnie sprywatyzowana.

## Złoża ropy naftowej
Miejscowość jest znana z eksploatowanych już w XVII wieku, złóż ropy naftowej. W 1790 r. istniały na pograniczu wsi Siary i Sękowa studnie ropne, dzierżawione i eksploatowane przez chłopów pańszczyźnianych od właściciela pól, Jana Wybranowskiego. Ks. Stanisław Staszic prawdopodobnie tutaj oglądał sposób wydobywania „skałoleju”, który przedstawił w 1814 r. w rozprawie na forum Towarzystwa Królewskiego Warszawskiego Przyjaciół Nauk. Oficjalnie złoże odkryte w 1852 r. przez księcia Stanisława Jabłonowskiego, który założył w „Pustym Lesie” w Siarach pierwszą na świecie kopalnię ropy naftowej. W latach 1852–1854 wykonano najgłębsze szyby wykopane ręcznie, z których dostarczano ropę Ignacemu Łukasiewiczowi do Gorlic. Złoże jest zaliczane do najstarszych w Polsce. Obecnie jest na wyczerpaniu.

## Szlaki turystyczne
Szlaki piesze
- Gorlice – Siary – Przełęcz Owczarska (501 m n.p.m.) – Magura Małastowska – Przełęcz Małastowska (604 m n.p.m.) – Banica – Bartne

Szlaki rowerowe
- (Rowerowy Szlak Winny) Gorlice – Siary – Owczary – Małastów – Ropica Górna – Bodaki – Bartne